# エンメルスハウゼン
エンメルスハウゼン (独: Emmelshausen)はドイツ連邦共和国 ラインラント＝プファルツ州ライン＝フンスリュック郡にある市。
同名の連合自治体 (独: Verbandsgemeinde Emmelshausen) の行政庁所在地である。

## 地理

### 位置
ライン川から約6km、ボッパルトの南、ザンクト・ゴアーの西の位置にある。

## 姉妹都市
- リュジー(Luzy) （フランス 1985年）